# Kanton Sainte-Savine
Der Kanton Sainte-Savine war bis 2015 ein französischer Wahlkreis im Département Aube und in der Region Champagne-Ardenne. Er umfasste fünf Gemeinden im Arrondissement Troyes; sein Hauptort (frz.: chef-lieu) war Sainte-Savine. Die landesweiten Änderungen in der Zusammensetzung der Kantone brachten im März 2015 seine Auflösung. Vertreter im Generalrat des Départements war zuletzt Jean-Marc Massin.
Der Kanton Sainte-Savine war 58,63 km² groß und hatte 15.297 Einwohner (Stand 2012).

## Gemeinden
| Gemeinde            | Einwohner (Stand: 2022) | Code postal | Code Insee |
| ------------------- | ----------------------- | ----------- | ---------- |
| Macey               | 982                     | 10300       | 10211      |
| Montgueux           | 388                     | 10300       | 10248      |
| La Rivière-de-Corps | 3681                    | 10440       | 10321      |
| Sainte-Savine       | 982                     | 10300       | 10362      |
| Torvilliers         | 1035                    | 10364       | 10381      |

## Bevölkerungsentwicklung
| 1962   | 1968   | 1975   | 1982   | 1990   | 1999   | 2006   | 2012   |
| ------ | ------ | ------ | ------ | ------ | ------ | ------ | ------ |
| 12.829 | 13.352 | 12.998 | 12.913 | 13.977 | 14.957 | 15.477 | 15.297 |